# Lijst van voetbalinterlands Maleisië - Oezbekistan
Deze lijst van voetbalinterlands is een overzicht van alle officiële voetbalwedstrijden tussen de nationale teams van Maleisië en Oezbekistan. De landen hebben tot op heden zes keer tegen elkaar gespeeld. De eerste ontmoeting, een wedstrijd tijdens de Aziatische Spelen 1994, werd gespeeld in Hiroshima (Japan) op 3 oktober 1994. Het laatste duel, een vriendschappelijke wedstrijd, vond plaats op 9 oktober 2021 in Amman (Jordanië).

## Wedstrijden
| № | Plaats       | Datum            | Competitie                 | Wedstrijd              | Uitslag |
| - | ------------ | ---------------- | -------------------------- | ---------------------- | ------- |
| 1 | Hiroshima    | 3 oktober 1994   | Aziatische Spelen 1994     | Maleisië − Oezbekistan | 0 − 5   |
| 2 | Samarkand    | 11 juli 1999     | Vriendschappelijk          | Oezbekistan − Maleisië | 3 − 0   |
| 3 | Kuala Lumpur | 14 juli 2007     | Azië Cup 2007              | Maleisië − Oezbekistan | 0 − 5   |
| 4 | Tasjkent     | 14 november 2009 | Azië Cup 2011 kwalificatie | Oezbekistan − Maleisië | 3 − 1   |
| 5 | Kuala Lumpur | 18 november 2009 | Azië Cup 2011 kwalificatie | Maleisië − Oezbekistan | 1 − 3   |
| 6 | Amman        | 9 oktober 2021   | Vriendschappelijk          | Oezbekistan − Maleisië | 5 − 1   |

## Samenvatting
| Competitie            | Totaal gespeeld | Winst Maleisië | Gelijk | Winst Oezbekistan | Doelsaldo Maleisië – Oezbekistan |
| --------------------- | --------------- | -------------- | ------ | ----------------- | -------------------------------- |
| Azië Cup              | 1               | 0              | 0      | 1                 | 0 − 5                            |
| Azië Cup-kwalificatie | 2               | 0              | 0      | 2                 | 2 − 6                            |
| Aziatische Spelen     | 1               | 0              | 0      | 1                 | 0 − 5                            |
| Vriendschappelijk     | 2               | 0              | 0      | 2                 | 1 − 8                            |
| Totaal                | 6               | 0              | 0      | 6                 | 3 − 24                           |

FAM · 
A-internationals · 
Maleisisch vrouwenelftal
Afghanistan ·
Algerije ·
Australië ·
Bahrein ·
Bangladesh ·
Bhutan ·
Bosnië en Herzegovina ·
Brazilië ·
Brunei ·
Cambodja ·
Canada ·
China ·
Engeland ·
Fiji ·
Filipijnen ·
Finland ·
Ghana ·
Hongkong ·
India ·
Indonesië ·
Irak ·
Iran ·
Israël ·
Jamaica ·
Japan ·
Jemen ·
Jordanië ·
Kenia ·
Kirgizië ·
Koeweit ·
Laos ·
Lesotho ·
Libanon ·
Liberia ·
Libië ·
Liechtenstein ·
Macau ·
Malediven ·
Marokko ·
Mongolië ·
Myanmar ·
Nepal ·
Nieuw-Zeeland ·
Noord-Korea ·
Oezbekistan ·
Oman ·
Oost-Timor ·
Pakistan ·
Palestina ·
Papoea-Nieuw-Guinea ·
Qatar ·
Saoedi-Arabië ·
Salomonseilanden ·
Senegal ·
Singapore ·
Sri Lanka ·
Syrië ·
Tadzjikistan ·
Taiwan ·
Thailand ·
Turkije ·
Turkmenistan ·
Uruguay ·
Verenigde Arabische Emiraten ·
Vietnam ·
Zuid-Korea ·
Zuid-Vietnam ·
Zweden
UFF · A-internationals · Bondscoaches · Statistieken · Oezbeeks vrouwenelftal · Olympisch elftal · Oezbekistan U21 · Oezbekistan U20 · Oezbekistan U19 · Oezbekistan U18 · Oezbekistan U17
1990 – 1999 ·
2000 – 2009 ·
2010 – 2019 ·
2020 – 2029 ·
1994 · 
1995 · 
1996 · 
1997 · 
1998 · 
1999 · 
2000 · 
2001 · 
2002 · 
2003 · 
2004 · 
2005 · 
2006 · 
2007 · 
2008 · 
2009 · 
2010 · 
2011 · 
2012 · 
2013 · 
2014 ·
2015 ·
2016 ·
2017 ·
2018 ·
2019 ·
2020 ·
2021 ·
2022 ·
2023
Albanië ·
Armenië ·
Australië ·
Azerbeidzjan ·
Bahrein ·
Bangladesh ·
Bolivia ·
Bosnië en Herzegovina ·
Burkina Faso ·
Cambodja ·
Canada ·
China ·
Costa Rica ·
Estland ·
Filipijnen ·
Georgië ·
Hongkong ·
India ·
Indonesië ·
Irak ·
Iran ·
Israël ·
Japan ·
Jemen ·
Jordanië ·
Kameroen ·
Kazachstan ·
Kirgizië ·
Koeweit ·
Letland ·
Libanon ·
Malediven ·
Maleisië ·
Marokko ·
Mexico ·
Mongolië ·
Montenegro ·
Nieuw-Zeeland ·
Nigeria ·
Noord-Korea ·
Oeganda ·
Oekraïne ·
Oman ·
Palestina ·
Qatar ·
Rusland ·
Saoedi-Arabië ·
Senegal ·
Singapore ·
Slowakije ·
Sri Lanka ·
Syrië ·
Tadzjikistan ·
Taiwan ·
Thailand ·
Turkije ·
Turkmenistan ·
Uruguay ·
Venezuela ·
Verenigde Arabische Emiraten ·
Verenigde Staten ·
Vietnam ·
Wit-Rusland ·
Zuid-Korea ·
Zuid-Soedan ·
Zweden